# COVERS5
「COVERS5」（カバーズ・ファイブ）は、ジェロのカバー・アルバム。

## 概要
- シリーズ第5弾。時代劇主題歌の名曲から選曲されている。

## 収録曲
1. 荒野の果てに
1972年 山下雄三(『必殺仕掛人』主題歌)
2. すきま風
1976年 杉良太郎（『遠山の金さん』主題歌）
3. ねがい
1976年 西郷輝彦（『江戸を斬る』主題歌）
4. 旅愁
1974年 西崎みどり（『暗闇仕留人』主題歌）
5. 不思議な夢
1976年 石原裕次郎（『新・座頭市』主題歌）
6. 哀しみ色の…
1984年 京本政樹（『必殺仕事人V』挿入歌）
7. 夢ん中
1978年 小林旭（『江戸プロフェッショナル・必殺商売人』『必殺からくり人・富嶽百景殺し旅』主題歌）